# 정여울
정여울(1976년 ~ )은 대한민국의 작가이다. 2018년 1년 동안 12차례, 달마다 자기 이름을 달고 잡지처럼 책을 내는 《월간 정여울》을 출간했다.

## 학력
- 서울대학교 독어독문학과
- 서울대학교 대학원 국어국문학과 박사

## 저서
- 《아가씨, 대중문화의 숲에서 희망을 보다 (미디어 디스토피아에서 미디어 유토피아를 상상하다)》 (강) 2006년 6월 ISBN 978-89821808-7-3
- 《내 서재에 꽂은 작은 안테나 (정여울 평론집)》 (문학동네) 2008년 3월 ISBN 978-89546048-1-9
- 《모바일 오디세이》 (라이온북스) 2008년 10월 ISBN 978-89958317-9-3
- 《미디어 아라크네 (정여울이 만난 방송, 드라마, 책, 사람들)》 (휴머니스트) 2008년 11월 ISBN 978-89586226-3-5
- 《시네필 다이어리 1 (철학자와 영화의 만남)》 (자음과모음) 2010년 1월 ISBN 978-89570747-7-0
- 《시네필 다이어리 2》 (자음과모음) 2010년 12월 ISBN 978-89570753-2-6
- 《소통 (미디어로 세상과 관계맺는 법)》 (홍익출판사) 2011년 8월 ISBN 978-89706527-4-0
- 《정여울의 문학 멘토링 (문학의 비밀을 푸는 18개의 놀라운 열쇠)》 (이순) 2012년 1월 ISBN 978-89011356-4-9
- 《정여울의 소설 읽는 시간 (세계 문학 주인공들과의 특별한 만남)》 (자음과모음) 2012년 3월 ISBN 978-89570764-5-3
- 《마음의 서재 (나만의 도서관을 향한 인문학 프로젝트)》 (천년의상상) 2013년 2월 ISBN 978-89968706-4-7
- 《그때 알았더라면 좋았을 것들 (가슴속에 품어야 할 청춘의 키워드 20)》 (arte) 2013년 5월 ISBN 978-89509491-1-2
- 《정여울의 문학 멘토링 (문학의 비밀을 푸는 20개의 놀라운 열쇠)》 (메멘토) 2013년 5월 ISBN 978-89986140-0-3
- 《잘 있지 말아요 (당신의 가슴속에 영원히 기억될 특별한 연애담)》 (알에이치코리아) 2013년 10월 ISBN 978-89255512-3-4
- 《내가 사랑한 유럽 TOP10 (꿈만 꾸어도 좋다, 당장 떠나도 좋다)》 (홍익출판사) 2014년 1월 ISBN 978-89706539-7-6
- 《나만 알고싶은 유럽 TOP10 (내가 사랑한 유럽 TOP10 두 번째 이야기)》 (홍익출판사) 2014년 6월 ISBN 978-89706541-9-5
- 《마음의 서재 (정여울 감성 산문집)》 (천년의상상) 2015년 2월 ISBN 979-11858110-3-1
- 《그림자 여행》 (추수밭) 2015년 3월 ISBN 979-11554003-3-3
- 《헤세로 가는 길》 (arte) 2015년 5월 ISBN 978-89509593-4-0
- 《마음의 눈에만 보이는 것들 (정여울과 함께 읽는 생텍쥐페리의 아포리즘)》 (홍익출판사) 2015년 12월 ISBN 978-89706552-3-9
- 《공부할 권리 (품위 있는 삶을 위한 인문학 선언)》 (민음사) 2016년 3월 ISBN 978-89374322-9-3
- 《소리내어 읽는 즐거움 (삶을 바꾸는 '우리말 낭독'의 힘)》 (홍익출판사) 2016년 10월 ISBN 978-89706554-9-9
- 《그때, 나에게 미처 하지 못한 말 (마음속에 새기고 싶은 인생의 키워드 20)》 (arte) 2017년 4월 ISBN 978-89509696-7-7
- 《늘 괜찮다 말하는 당신에게 (정여울의 심리치유 에세이)》 (민음사) 2017년 11월 ISBN 978-89374348-4-6
- 《내성적인 여행자 (삶을 사랑하는 자의 은밀한 여행법)》 (해냄출판사) 2018년 8월 ISBN 978-89657466-4-5
- 《마흔에 관하여 (정여울 산문)》 (한겨레출판사) 2018년 11월 ISBN 979-11604020-7-0
- 《빈센트 나의 빈센트 (정여울의 반 고흐 에세이)》 (21세기북스) 2019년 3월 ISBN 978-89509803-3-7
- 《가장 좋은 것을 너에게 줄게》 (이야기장수) 2022년 3월 ISBN 9788954687577

- 《문학이 필요한 시간》, (한겨레출판) 2023년 1월 ISBN 9791160409383

월간 정여울
- 《월간 정여울 똑똑 (수줍은 마음이 당신의 삶에 노크하는 소리)》 (천년의상상) 2018년 1월 ISBN 979-11858114-0-6
- 《콜록콜록 (월간 정여울)》 (천년의상상) 2018년 2월 ISBN 979-11858114-1-3
- 《까르륵 까르륵 (월간 정여울)》 (천년의상상) 2018년 3월 ISBN 979-11858114-4-4
- 《와르르 (간절한 기대와 희망이 무너지는 소리)》 (천년의상상) 2018년 4월 ISBN 979-11858114-7-5
- 《달그락달그락 (하루를 요모조모 마음껏 요리하는 법)》 (천년의상상) 2018년 5월 ISBN 979-11858114-8-2
- 《반짝반짝》 (천년의상상) 2018년 7월 ISBN 979-11858115-2-9
- 《어슬렁어슬렁 (산책자의 꿈, 맘껏 두리번거릴 자유)》 (천년의상상) 2018년 7월 ISBN 979-11858115-3-6
- 《알록달록 (서로 다른 차이들이 만드는 아름다운 세상)》 (천년의상상) 2018년 8월 ISBN 979-11858115-6-7
- 《와락 (꽉 안아주고 싶은,온몸이 부서지도록)》 (천년의상상) 2018년 9월 ISBN 979-11858116-0-4
- 《도란도란 (그날 우리가 나눈 다정한 대화들)》 (천년의상상) 2018년 10월 ISBN 979-11858116-4-2
- 《토닥토닥 (당신의 굽은 등을 쓸어내리며)》 (천년의상상) 2018년 11월 ISBN 979-11858116-8-0
- 《두근두근 (반짝이는 설렘을 간직한다는 것)》 (천년의상상) 2018년 12월 ISBN 979-11858117-4-1

번역서
- 《제국 그 사이의 한국 1895~1919》 (휴머니스트) 2007년 8월 ISBN 978-89586219-3-5
- 《아무도 모르는 이야기》 (코리아닷컴) 2014년 3월 ISBN 978-89973963-1-3

공저
- 《이것은 애니메이션이 아니다 (Animation & Philosophy)》 (문학과경계) 2002년 3월 ISBN 978-89897760-9-3
- 《우리 시대의 사랑》 (전남대학교출판부) 2014년 2월 ISBN 978-89684909-5-8
- 《그가 그립다 (스물 두 가지 빛깔로 그려낸 희망의 미학)》 (생각의길) 2014년 5월 ISBN 978-89651328-8-2
- 《성난 얼굴로 돌아보라 (인문학자 8인의 절망을 이기는 인문학 명강의)》 (메디치미디어) 2014년 8월 ISBN 979-11570601-4-6
- 《상실의 시대 (지금 우리에게 필요한 것에 대한 최고의 질문들)》 (마이크임팩트북스) 2016년 8월 ISBN 979-11957204-1-5
- 《지그문트 바우만을 읽는 시간》 2017년 6월 (북바이북) ISBN 979-11854006-2-4

## 방송 출연
- KBS 1라디오 - 강유정의 영화관, 정여울의 도서관 (2019년 1월 1일 ~ 현재)